# Saturnus
För andra betydelser, se Saturnus (olika betydelser).
Saturnus (symbol: ♄) är den sjätte planeten från solen och den näst största i solsystemet. Den är en gasjätte, känd sedan förhistorisk tid. Galileo Galilei var den första att observera den genom ett teleskop år 1610. Han såg planeten när ringarnas läge fick planeten att se ut som tre planeter i en klump, vilket gjorde dåtidens forskare mycket förbryllade. Saturnus har 95 gånger så stor massa som jorden och har nio gånger så stor diameter. Planeten är namngiven efter den romerska guden Saturnus.

## Saturnus uppkomst
Saturnus och de övriga gasjättarna måste ha bildats på ett annat sätt än det inre solsystemet. Man vet dock inte hur det gick till. I likhet med alla de andra planeterna bildades Saturnus av rester från det gasmoln och det rymdstoft som givit upphov till solen. Det finns två teorier om hur gasjättarna bildades. Den ena är att partiklar av is och stoft kolliderade och slogs ihop till de yttre planeternas fasta kärnor, som sedan drog till sig gaser genom sin tyngdkraft. Den andra är att den skiva av rymdgrus som omgav den unga solen sprack upp i mindre klot av gas och stoft, vilka sedan drogs samman till planeter. Under miljontals år kolliderade fasta partiklar med varandra och byggde därigenom upp de stora klumpar av sten och metall som kallas planetesimaler. De blev tillräckligt stora för att deras egen tyngdkraft skulle dra till sig mer materia och ibland kolliderade de och slogs ihop med varandra. Enligt en teori bildades Saturnus kärna av stoftpartiklar som samlades i centrum.

## Fysiska egenskaper
Saturnus påminner starkt om Jupiter. Båda planeterna är av gas, båda är gigantiska och båda roterar mycket snabbt runt sin egen axel, vilket ger upphov till en betydande avplattning. Saturnus har en gravitation vid ytan på 10,44 m/s2.

### Saturnus sammansättning

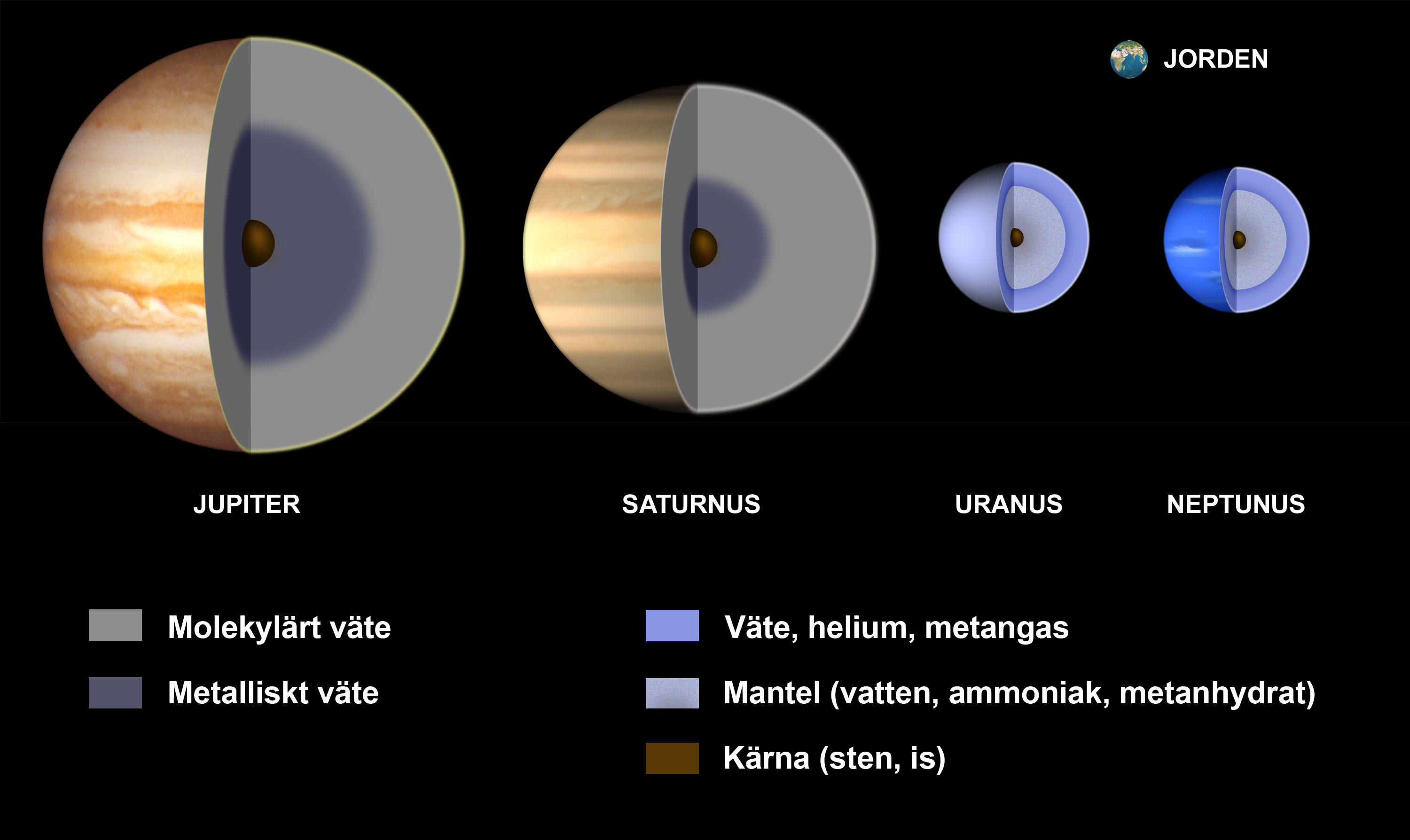
Gasjättarnas inre

Om man skulle skära upp Saturnus skulle man se att de yttre molnlagren bara bildar ett tunt skal, inte mer än 400 km tjockt. Planetens inre är mycket lugnare än molnlagren. Det är ett stabilt roterande klot av väte som är uppdelat i flera åtskilda skal. Närmast ytan finns ett tunt lager av vätgas. Detta övergår gradvis i en djup ocean av flytande väte som också innehåller helium. I planetens mitt finns en kärna av fast sten, ungefär lika stor som jorden. Trycket på kärnan är mycket stort, mer än en miljon gånger jordatmosfärens tryck, och temperaturen i kärnan uppgår till ca 11 700 °C, d.v.s. betydligt varmare än på solens yta.

### Atmosfär
Saturnus atmosfär består av väte, helium och även små mängder vatten, ammoniak och metan. I atmosfären finns det starka orkaner, som på Jupiter, och det uppkommer vita moln på planeten då och då. Någon fläck, som är typiskt för Jupiter, finns dock inte. Det finns däremot liknande "ränder" på Saturnus som på Jupiter.

### Saturnus ringar

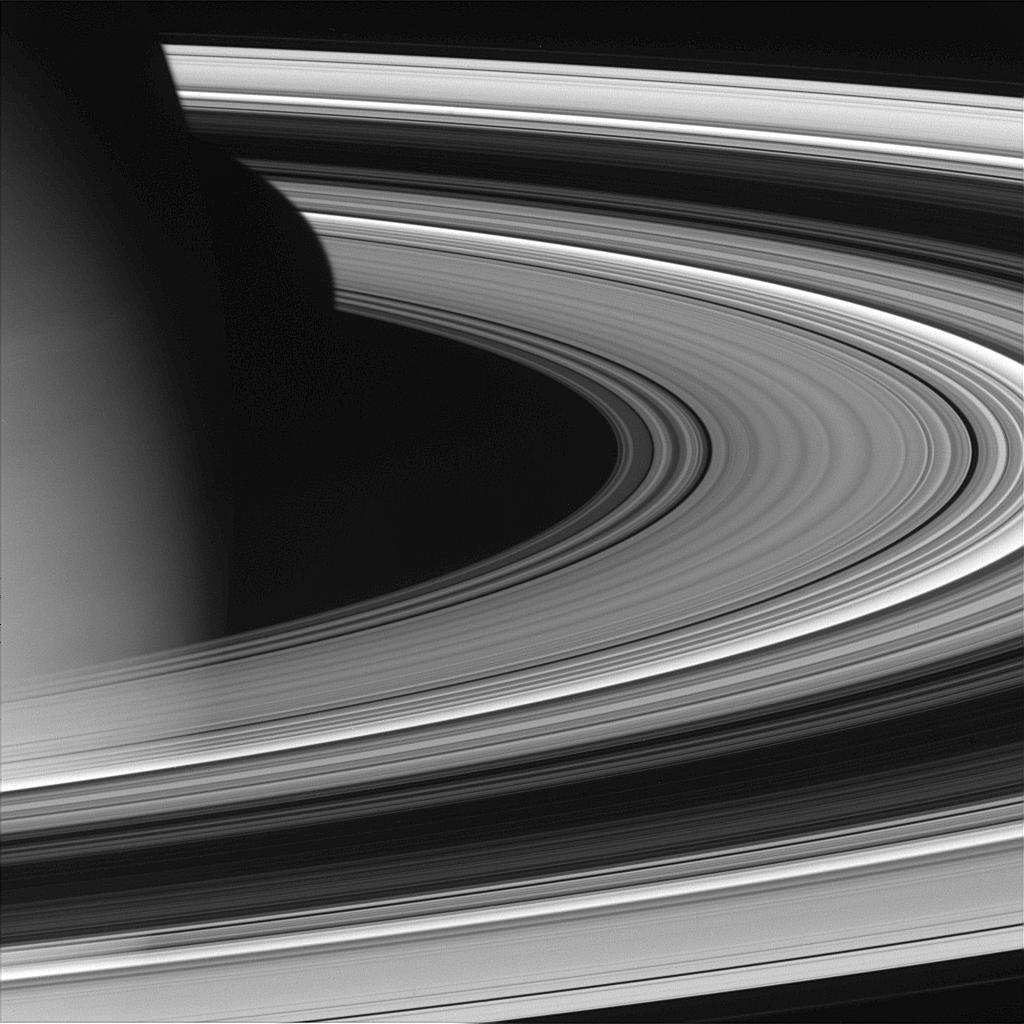
Saturnus ringar

De tidiga observationerna av Saturnus komplicerades av att jorden passerar genom planet för Saturnus ringar med ett par års mellanrum, vilket gör att ringarna då inte syns. Det var inte förrän 1659 som Christiaan Huygens korrekt antydde ringarnas geometri. Saturnus ringar förblev de enda kända ringarna i solsystemet till 1977 då tunna ringar upptäcktes runt Uranus och kort därefter även runt Jupiter och Neptunus.
Även om ringarna ser solida ut från Jorden består de i verkligheten av oräkneliga partiklar av is och andra kometfragment. Partiklarnas storlek kan sträcka sig från ett sandkorns till flera meter och kanske upp till en kilometer. Ringarna är ytterst tunna – bara en kilometer – jämfört diametern som är 250 000 km. Trots det imponerande utseendet så är det relativt lite material i ringarna – pressade man ihop allt till en enda kropp skulle den bara mäta 100 km.
Den 6 oktober 2009 offentliggjordes upptäckten av en mycket stor yttre ring av material i månen Phoebes omloppsbana, som är vinklad 27 grader från Saturnus ekvatorialplan Ringen är på mellan 128 och 207 gånger Saturnus radie, och tros ha sitt ursprung i mikrometeroider som har slagit ned på Phoebe, som cirklar runt Saturnus på ett genomsnittligt avstånd av 215 gånger Saturnus radie. Ringens material borde därför dela Phoebes retrograda rörelse runt Saturnus. Om materialet skulle röra sig inåt skulle det möta den sida av månen Japetus som vetter i denna månes rörelseriktning, vilket skulle kunna förklara Japetus tvåfärgade utseende.

## Saturnus månar

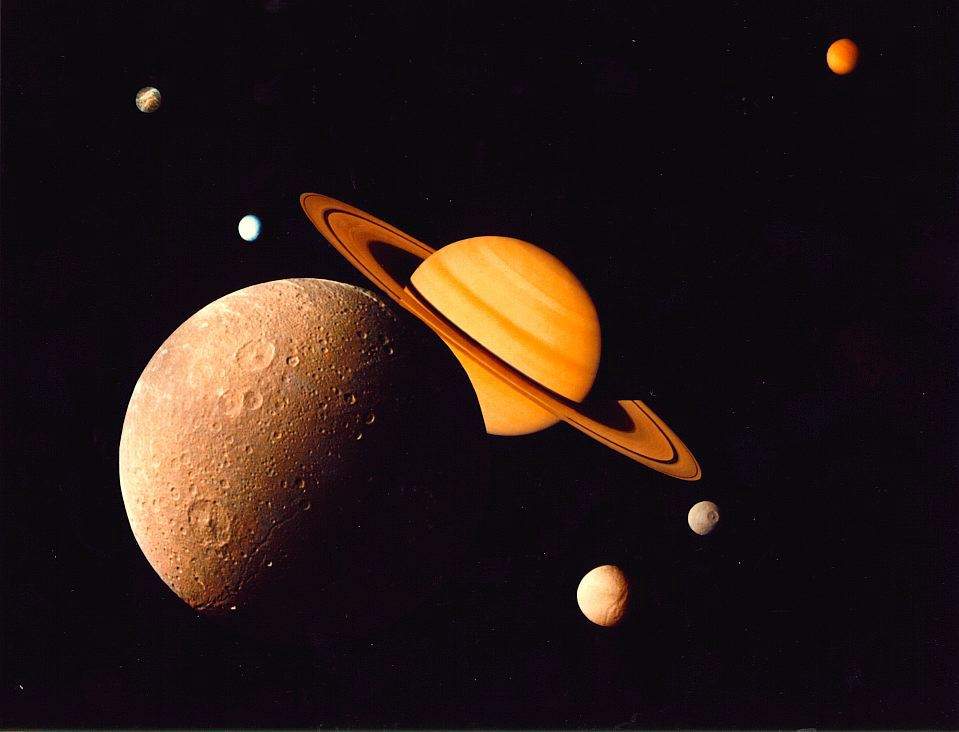
Ett montage med Saturnus och dess större naturliga satelliter (utom Iapetus): Dione, Tethys, Mimas, Enceladus, Rhea och Titan. Bilden är från fotografier tagna 1980 av Voyager 1.

År 2022 hade Saturnus 83 bekräftade månar, varav 63 var namngivna. I maj 2023 tillskrevs planeten ytterligare 62 månar, och i juni samma år 1 till, totalt 146 stycken. I mars 2025 erkändes ytterligare 128 månar officiellt av Internationella Astronomiska Unionen, varför Saturnus sedan dess har 274 månar. Det finns bevis för existensen av ytterligare hundratals småmånar med diameterna 40–500 meter vid Saturnus ringar, som inte ses som äkta satelliter.
Titan, är den största månen. Den har 90 procent av satelliternas sammanräknade massa och då är även ringarnas massa inräknad.
Saturnus näst största måne, Rhea kan ha ett eget ringsystem och en tunnare atmosfär.
Många av de övriga månarna är väldigt små: 34 stycken är mindre än 10 kilometer i diameter och ytterligare 14 stycken är mindre än 50 kilometer. Traditionellt har Saturnus månar namngivits efter titaner i den grekiska mytologin.
Titan har ansetts vara den enda satelliten i solsystemet med tydlig atmosfär, fram tills upptäckten av liknande förhållanden för Enceladus (se längre ner). Sjöliknande vätske- och kolvätefyllda områden på Titans nordpol upptäcktes av rymdfarkosten Cassini-Huygens 2006. 6 juni 2013 rapporterade astronomer vid Instituto de Astrofísica de Andalucía upptäckten av polycykliska aromatiska kolväten i Titans övre atmosfär – en möjlig indikation på liv.

### Atmosfär på Enceladus
Saturnus måne Enceladus har ofta betraktats som en god kandidat för liv på åtminstone encellig nivå.
Cassini-Huygens, NASA:s rymdfarkost som utforskar planeten Saturnus, har upptäckt att månen Enceladus har atmosfär. Det är första gången Cassini upptäcker någon atmosfär sedan den på månen Titan upptäcktes. Enceladus gravitation betraktas som för svag för att hålla kvar någon atmosfär. Rådande forskning menar därför att vulkaner, gejsrar och gas från månens yta eller inre ständigt fyller på den atmosfär som finns. Atmosfären upptäcktes med magnetometer då Cassini flög förbi Enceladus den 17 februari respektive 9 mars 2005. Med magnetometern mäter man styrkan och riktningen på de magnetfält som omger Saturnus och dess månar. Kring Enceladus upptäckte man att plasma från Saturnus drivs bort av joniserad vattenånga kring månen.

## Utforskande

### Tidiga upptäckter
Eftersom Saturnus är synlig för blotta ögat har planeten varit känd sen antiken. Då Saturnus är så avlägsen visste man inte mycket om planeten innan teleskopet uppfanns. Den förste som lade märke till någonting särskilt var Galileo Galilei. Han såg att Saturnus hade "öron". Andra hade också sett öronen men de visste inte vad det var. Att de försvann regelbundet ökade mysteriet. Den som löste problemet var Christiaan Huygens omkring 1655 och riktigheten av hans ringteori visade sig snart när andra observerade den skugga ringarna kastar på Saturnus. Kort därefter upptäckte Gian Domenico Cassini den delning som nu bär hans namn. Huygens upptäckte Titan, medan Cassini upptäckte Japetus, Rhea, Thetys och Dione. När man koncentrerade sig på månarna fick man lite fakta om planeten själv. Den första som såg detaljer på Saturnus yta var William Herschel. Med hjälp av en storm på ytan kunde han beräkna planetens dygn. Saturnus ringar var ytterligare ett mysterium. Först trodde man att de var fasta. År 1895 använde astrofysikern James Edward Keeler ljus från ringarna för att visa att de roterar med samma fart.
För blotta ögat ser Saturnus ut som en svagt gulaktig stjärna med fast sken. Den har en skenbar magnitud på mellan +1,4 och -0,5, och när den är som ljusast lyser den starkare än alla natthimlens stjärnor utom Canopus och Sirius. För att se det berömda ringsystemet behövs ett teleskop med en förstoring på minst 30x.

### Rymdsonder

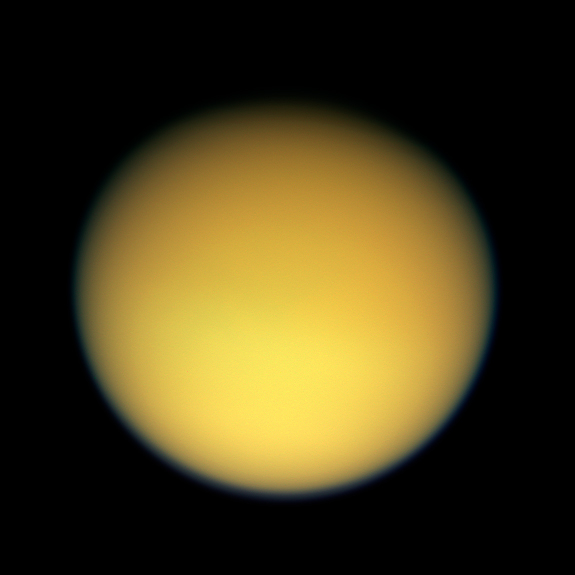
Bild i naturliga färger på Titan, tagen av Cassini

Pioneer 11 var den första sonden till Saturnus. Den anlände i september 1979. Den sände bilder och information om magnetfält, planetens strålning, ringsystemet och månarna.
1980 resp 1981 anlände Voyager 1 och 2. Dessa rymdsonder var långt mer avancerade än Pioneer. De företog en rymdfärd för att utnyttja ett tillfälle då de yttre planeterna stod i en särskild inbördes ställning som bara inträffar en gång per 175:e år. Voyager 1 besökte Jupiter och Saturnus medan tvillingsonden Voyager 2 passerade Jupiter, Saturnus, Uranus och Neptunus. Båda Voyager-sonderna gjorde betydelsefulla upptäckter på Saturnus. De fotograferade de större månarna för första gången, hittade flera nya månar och upptäckte ljussvaga yttre och inre ringar utanför Saturnus huvudringar.
Cassini-Huygens var en rymdfarkost som lades i omloppsbana runt Saturnus i juli 2004 för att utforska planeten, dess ringar och månar. Den planerades göra detta i minst fyra år och i januari 2005 skickades sonden Huygens ner till Titans yta. 
Rymdfarkostens utforskning av Saturnus omgivningar förlängdes i tid flera gånger. Till slut, den 15 september 2017, avslutades dess uppdrag med en dykning ner i Saturnus atmosfär.
New Horizons, som egentligen var på väg mot Pluto, passerade Saturnus bana i juni 2008, men var inte tillräckligt nära för att göra några undersökningar.